# Terebra eximia
Terebra eximia é uma espécie de gastrópode do gênero Terebra, pertencente à família Terebridae.